# Школа № 16 (Ишимбай)
Средняя общеобразовательная школа № 16 — муниципальное общеобразовательное бюджетное учреждение города Ишимбая.

## История
Школа № 16 основана в 1940 году, первым директором школы стал Иван Григорьевич Раков . В 2010 году в память о нём на школе установлена мемориальная доска.

## Преподаватели, отмеченные наградами
- Бабичева Оксана Анатольевна, преподаватель начальных классов — «Учитель года — 2010» в городе Ишимбае и Ишимбайском районе[3], лауреат конкурса «Учитель года Башкортостана- 2010» и его дипломант в номинации «За высокое ораторское искусство и коммуникационную культуру»[4].
- 2009 г. Нигматуллина Зульфия Насрединовна - учитель географии – победитель муниципального этапа конкурса, победитель республиканского. Заслуженный учитель РБ, Отличник образования РБ.
- 2011г. Низамов Артур Фахразыевич – учитель истории - победитель муниципального этапа конкурса, участник республиканского. Отличник образования РБ.
- 2012г. Щетинкина Екатерина Александровна (Демчук) - учитель химии – победитель  муниципального конкурса «Первые шаги -педагогический дебют»
- 2013г., 2018г. -  Халисова Альбина Альбертовна - учитель башкирского языка и литературы - Диплом победителя в номинации «Надежды образования»победитель муниципального этапа конкурса, победитель в номинации  «Мастер своего дела» республиканского этапа. Победитель муниципального конкурса на премию Гайсы Каримова.;
- 2014г., 2019г. -  Ялиева Анна Николаевна  - учитель информатики – победитель «Первые шаги – педагогический дебют - 2014» ; победитель муниципального этапа конкурса, победитель республиканского. Премия Главы Республики Башкортостан. Отличник образования РБ.
- 2014г.   Шумакова Галина Борисовна -  учитель обслуживающего труда – победитель в номинации
- 2015г.  Пилипчик Светлана Николаевна -   учитель русского языка - победитель в номинации
- 2017г. Галимова Йолдоз Амировна – учитель информатики – победитель в номинации конкурса «Молодой педагог - 2017»
- 2020г. Хисамутдинова Хусна Биешевна - учитель башкирского языка и литературы - победитель муниципального этапа конкурса, участник республиканского этапа.
- 2021г.  Галлямов Зуфар Заряпович - учитель истории - победитель муниципального этапа конкурса,     победитель республиканского. Премия Главы Республики Башкортостан.